# Krim-Brücke (Moskau)

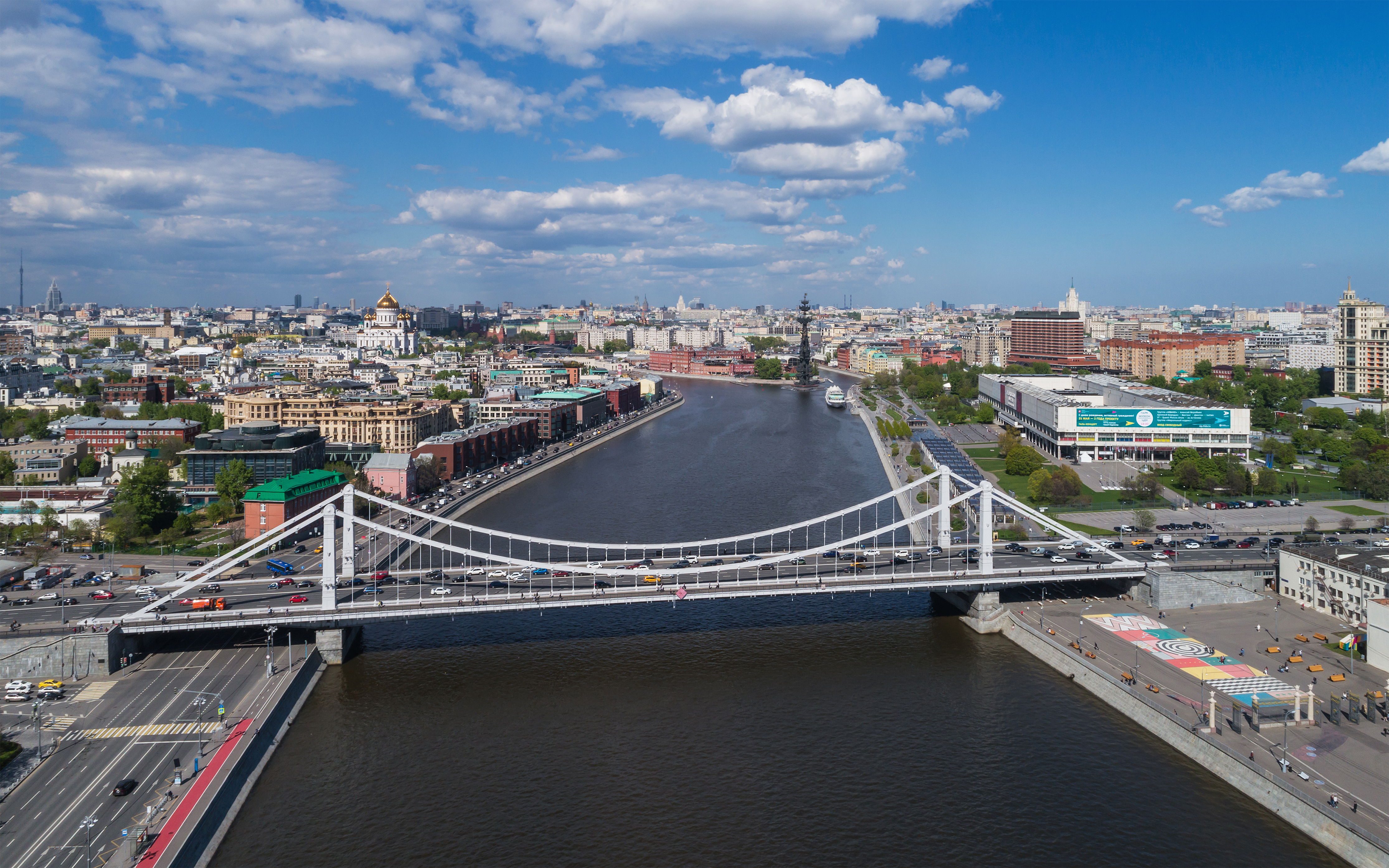
Krim-Brücke (2017)

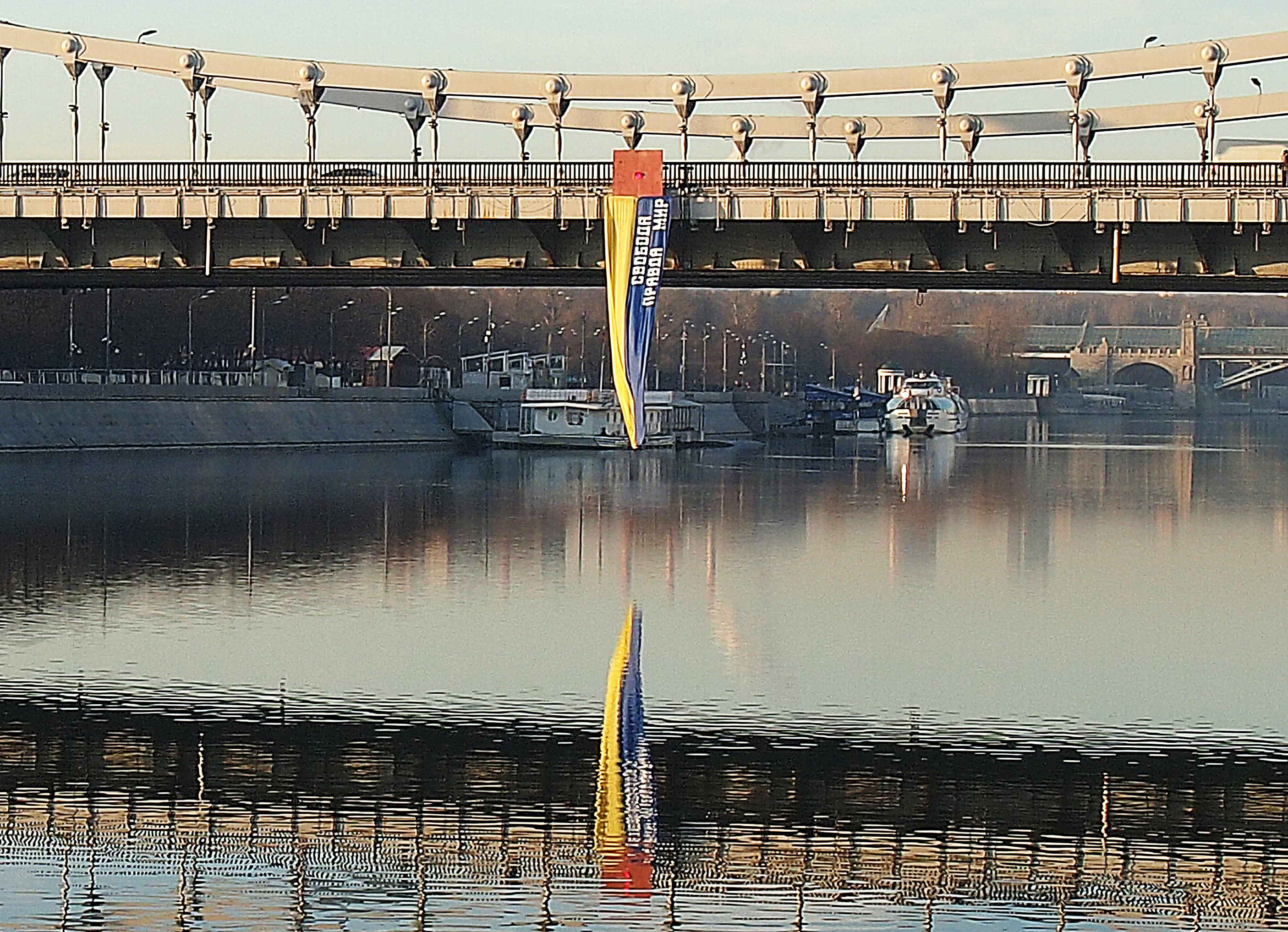

Die Krim-Brücke (russisch Крымский мост, Krymski most) ist eine Straßenbrücke in Moskau.
Die 668 m lange stählerne Kettenbrücke wurde 1938 eröffnet und führt den Gartenring über den Fluss Moskwa. Die Bezeichnung bezieht sich auf mehrere zu beiden Seiten der Moskwa befindliche Plätze und Straßen: den Krim-Platz (Krymskaja ploschtschad) links des Flusses und den „Krim-Wall-Straße“ (uliza Krymski Wal) genannten, rechts des Flusses anschließenden Teil des Gartenrings. Über die Brücke führt die kürzeste Verbindung zwischen dem nahen Haupteingang des Gorki-Parks und den nach ihm benannten Metrostationen Park Kultury am Krim-Platz.
Seit 2007 steht die Brücke als „Objekt des historisch-kulturellen Erbes regionaler Bedeutung“ unter Denkmalschutz.
Am 24. März 2022 hingen Aktivisten aus Protest gegen den Ukrainekrieg und die bedrückende Situation in Russland um 7:00 Ortszeit eine 10 Meter große Ukraine-Fahne von der Krim-Brücke. Auf der Fahne stand in Russisch: „Freiheit, Wahrheit, Frieden“. Urheber des Werkes ist der russische Architekt, Publizist und Künstler Sergei Sitar. 1969 in Moskau geboren, ist er hierzulande bekannt geworden u. a. durch seine langjährige Tätigkeit für die Architekturfachzeitschrift „Projekt International“ und seine maßgebliche Beteiligung am Projekt Shrinking Cities als Co-Kurator und Künstler. Am 25. März wurde er wegen der Aktion von einem Moskauer Gericht zu 15 Tagen Haft verurteilt.